# نیل

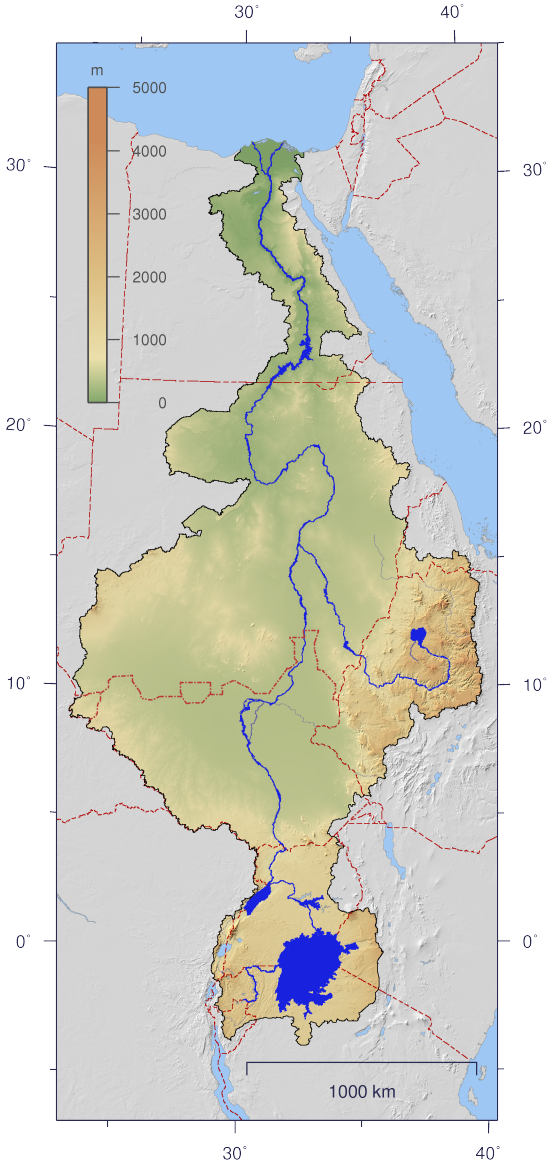

نیل (به انگلیسی: Nile) طولانی‌ترین رود جهان است.
این رود در شمال شرقی قاره آفریقا قرار گرفته و رگ حیاتی مصر به‌شمار می‌رود. در مصر باستان نیز این رود را خِپی می‌گفته‌اند. رود نیل با حدود ۶٬۶۵۰ کیلومتر طول، طولانی‌ترین رود جهان است. این رود از رشته کوه‌هایی در مرکز قاره آفریقا سرچشمه می‌گیرد و راه طولانی خود را به سمت شمال آغاز می‌کند؛ در طی مسیر، رودهای زیادی که از کوه‌های غرب این قاره سرچشمه گرفته‌اند، به آن می‌پیوندند. رود نیل از کشورهای اوگاندا، سودان جنوبی، سودان و مصر و از شهرهای مهمی چون جوبا،  پایتخت سودان جنوبی، خرطوم، پایتخت سودان، و قاهره، پایتخت مصر، می‌گذرد و سرانجام به دریای مدیترانه می‌ریزد. نیل شاهراه حیاتی این کشورهای خشک و بیابانی و سبب برتری موقعیت آنها بر دیگر کشورهای آفریقایی است.
تمدن‌های بزرگ دوران باستان همه در کنار رودهای بزرگ و پرآب پدید آمده‌اند، مانند تمدن بین النهرین مابین رودهای دجله و فرات، و تمدن سند در حاشیه رود سند. تمدن مصر باستان نیز چند هزار سال قبل از میلاد مسیح در کنار رود نیل شکل گرفت و آثار درخشانی از خود باقی گذاشت. بنابر قول مشهور، این رود همان رودی است که برای عبور بنی اسرائیل به رهبری موسی به امر خدا شکافته شد و پس از ورود فرعون و سپاهیانش، به هم آمد و آنها غرق شدند. در جایی که رود نیل به مدیترانه می‌ریزد، منطقه‌ای حاصلخیز به نام دلتای نیل قرار دارد. آغاز علم هندسه عملی نیز بدین صورت بود که: در مصر باستان، زندگانی مردم از راه کشاورزی در سرزمین‌های اطراف نیل می‌گذشت، اما هر سال در فصل بهار، نیل طغیان می‌کرد و زمین‌های مردم زیر آب می‌رفت؛ و زمانی که شدت آب کم می‌شد، زمین‌ها دوباره پیدا می‌شدند، اما تمام نشانه‌های مرز و حد هر زمین، به کلی از میان رفته بود؛ بنابراین مصریان قدیم برای حل این مشکل به محاسبه طول و عرض زمین‌ها پرداختند و بدین صورت شالوده هندسه عملی را بنا کردند.
رود نیل در واقع از بهم پیوستن دو رود نیل سفید و نیل آبی در خارطوم به وجود می‌آید. سرچشمه نیل سفید دریاچه ویکتوریا و سرچشمه نیل آبی دریاچه تانا (واقع در اتیوپی) است. رود نیل در دلتای مصر و قبل از رسیدن به مدیترانه به دو قسمت تقسیم می‌شود. بخش باختری روست (roset) و بخش خاوری دامت (damet) نام دارد. شهاب‌الدین حجازی، شاعر و نویسنده‌ای در سدهٔ نهم قمری، کتابی با عنوان «نَیل الرائد فی النِیل الزاید» نگاشت که دربرگیرندهٔ جداول افزایش‌های رود نیل برپایه زمان در عصر خودش است.

## معجزه نیل
به عقیده پیروان ادیان ابراهیمی شکافته شدن دریا به وسیله عصای موسی برای عبور قوم بنی اسرائیل، از معجزات موسی بوده‌است.   

## نیل در قرآن
موسی پس از تبلیغ فراوان و دعوت فرعون و فرعونیان و ارائه معجزات گوناگون و عدم پذیرش آنها مأمور می‌شود که نیمه شب با بنی اسرائیل از مصر کوچ کند، اما هنگامی که به نزدیک دریا (شط عظیم نیل) می‌رسد، ناگاه متوجه می‌شوند که فرعون و لشگرش آنها را از پشت سر تعقیب می‌کنند، اضطراب و وحشت سراسر وجود بنی اسرائیل را فرا می‌گیرد. از پیش رو دریا و از پشت سر لشکر نیرومند فرعون که تاب مقاومت با آن را ندارند، در اینجا است که موسی مأموریت پیدا می‌کند «عصا» را به دریا بزند، راه‌های متعددی از دل دریا گشوده و جمعیت بنی اسرائیل به سلامت از دریا می‌گذرند، ولی لشکر مخالف که هم چنان آنها را تعقیب می‌کردند همه به وسط دریا می‌رسند، و دوباره آب‌ها هم به یکدیگر می‌پیوندند و همگی کشته می‌شوند.

## نگارخانه

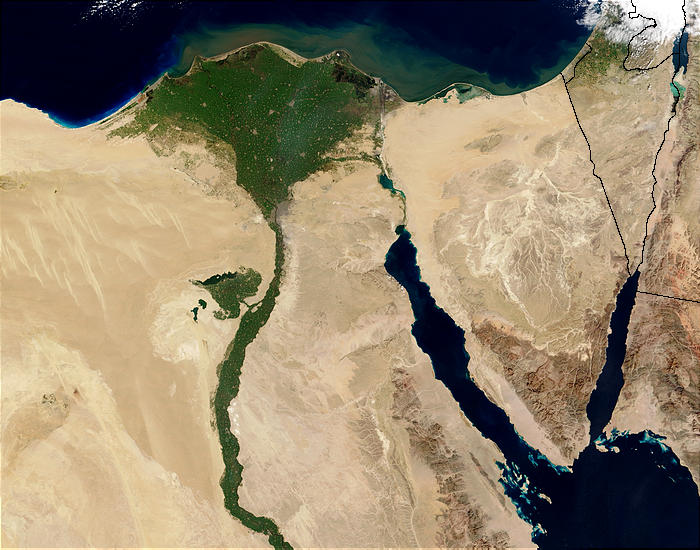
نمای ماهواره‌ای از رود نیل
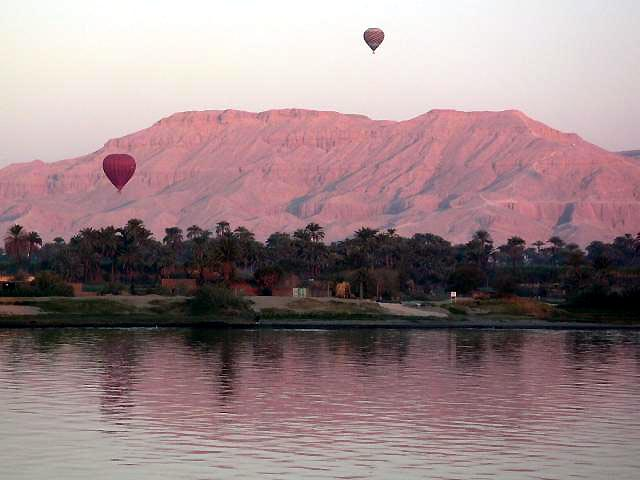
رود نیل در شهر اُقصُر
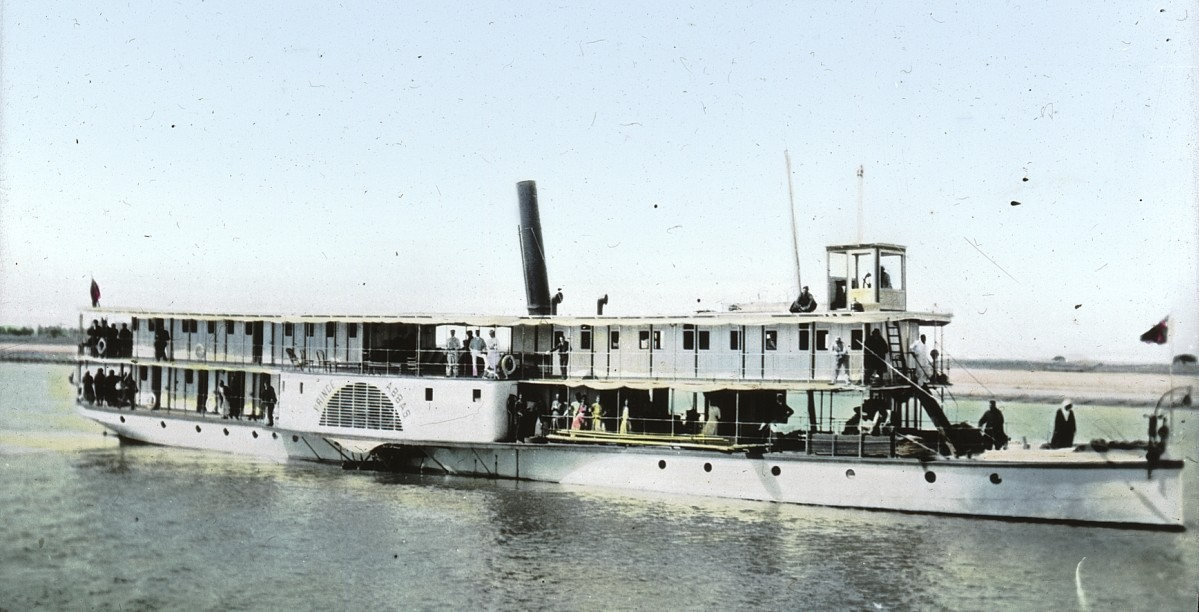
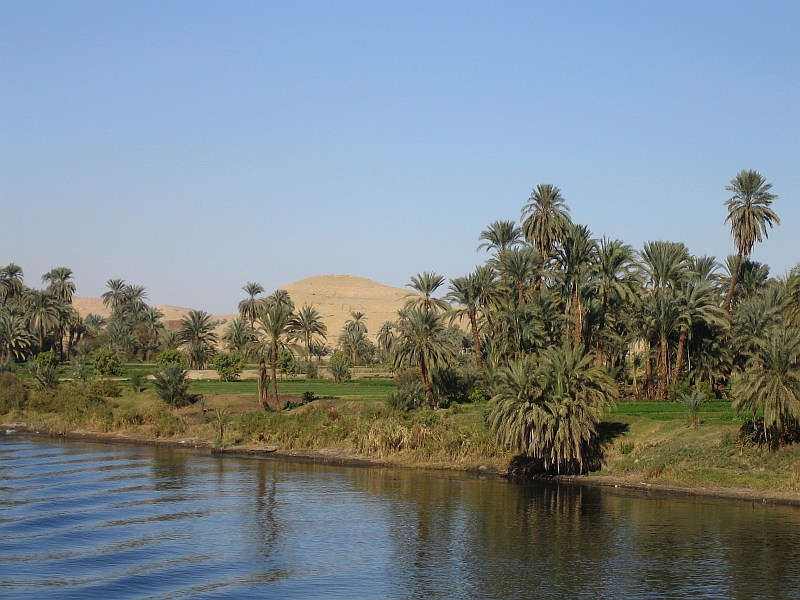
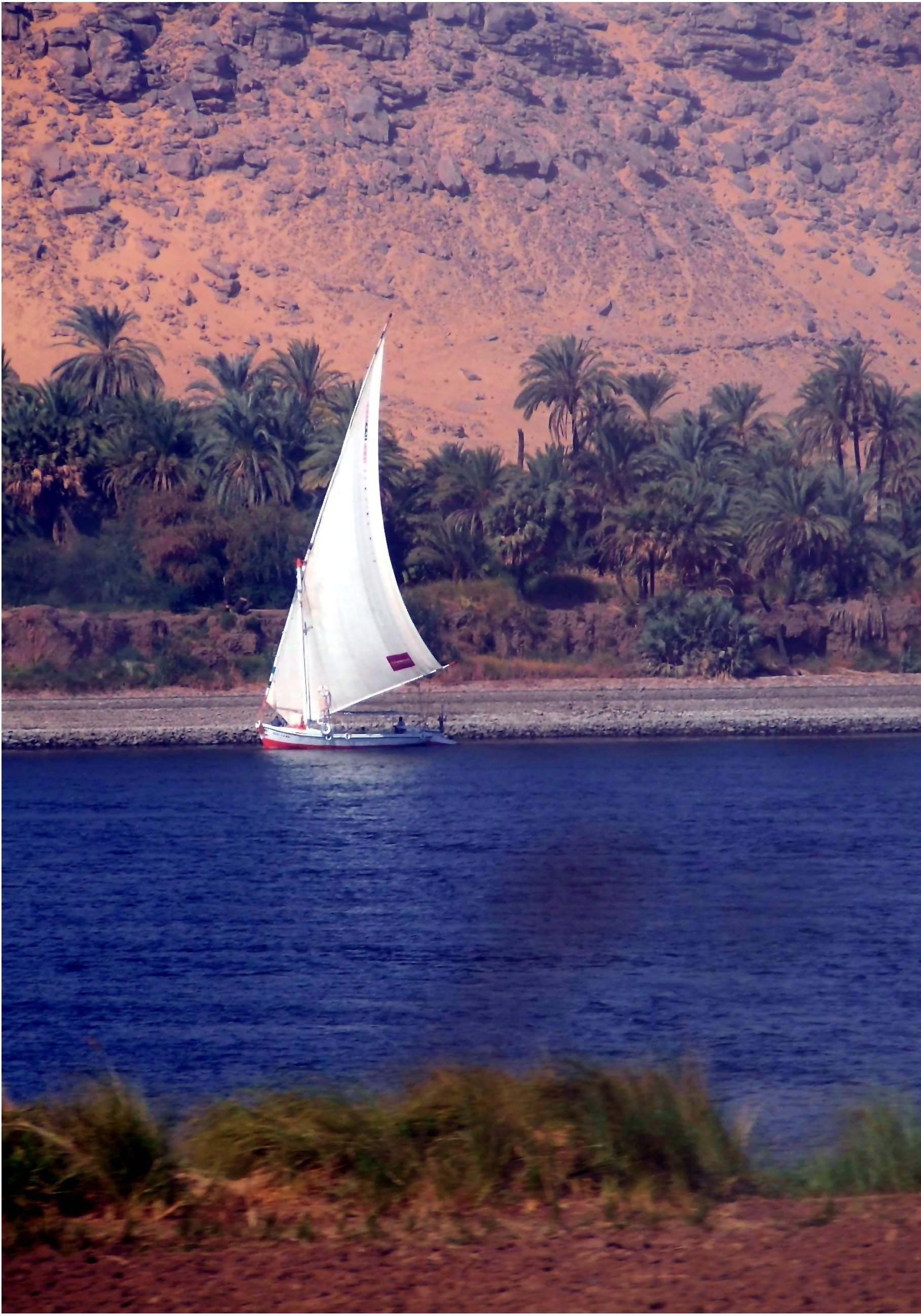
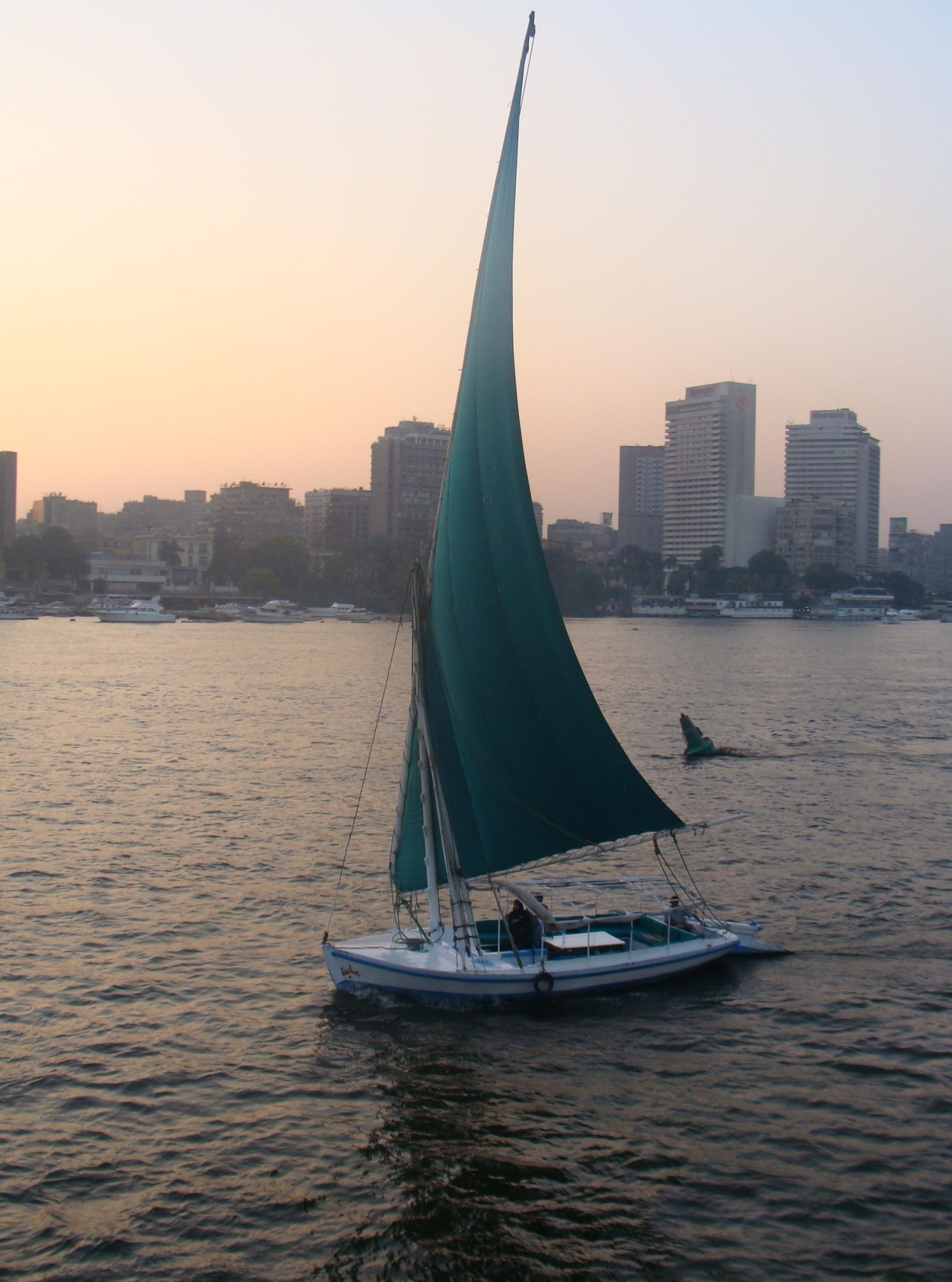
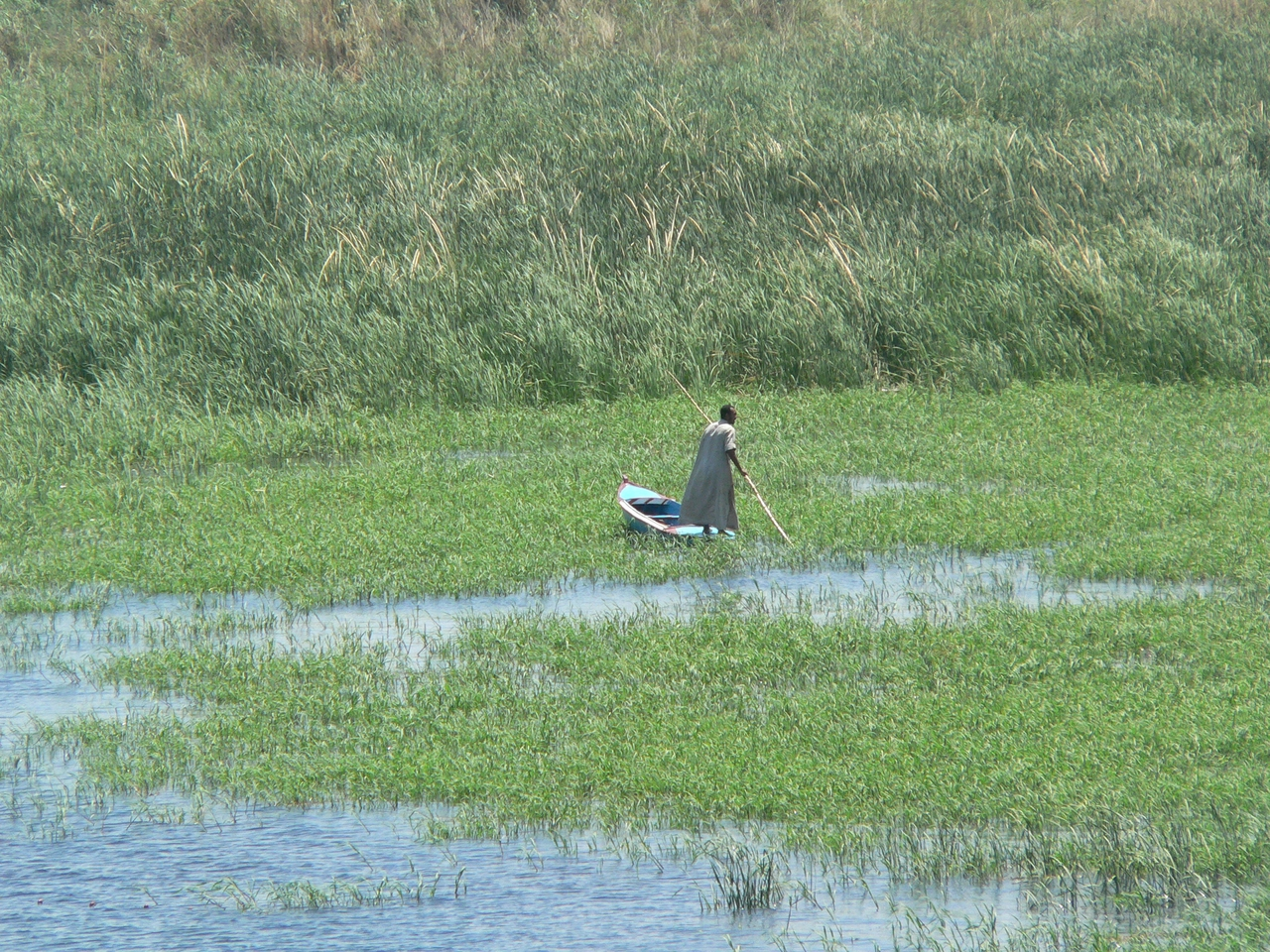
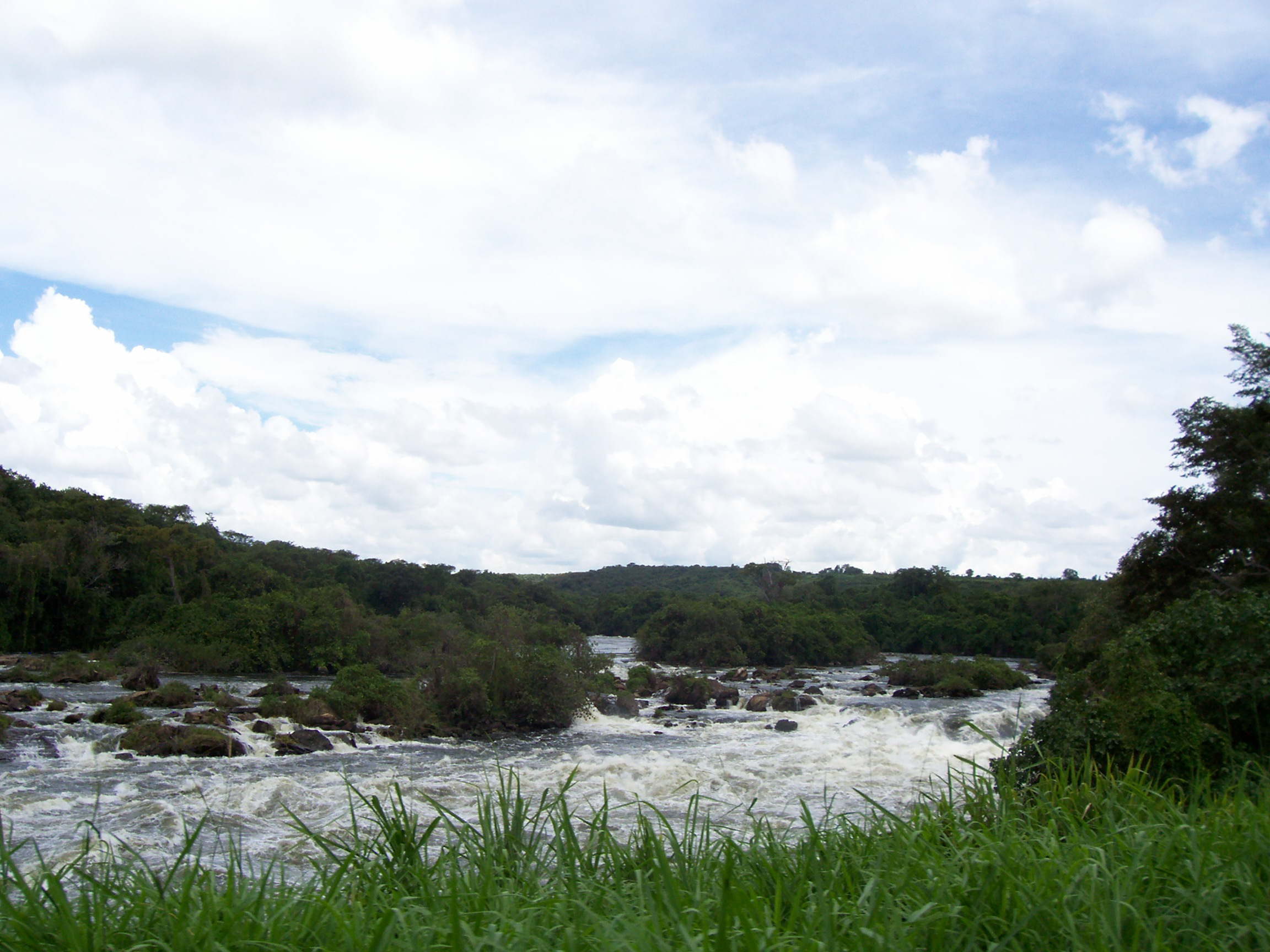
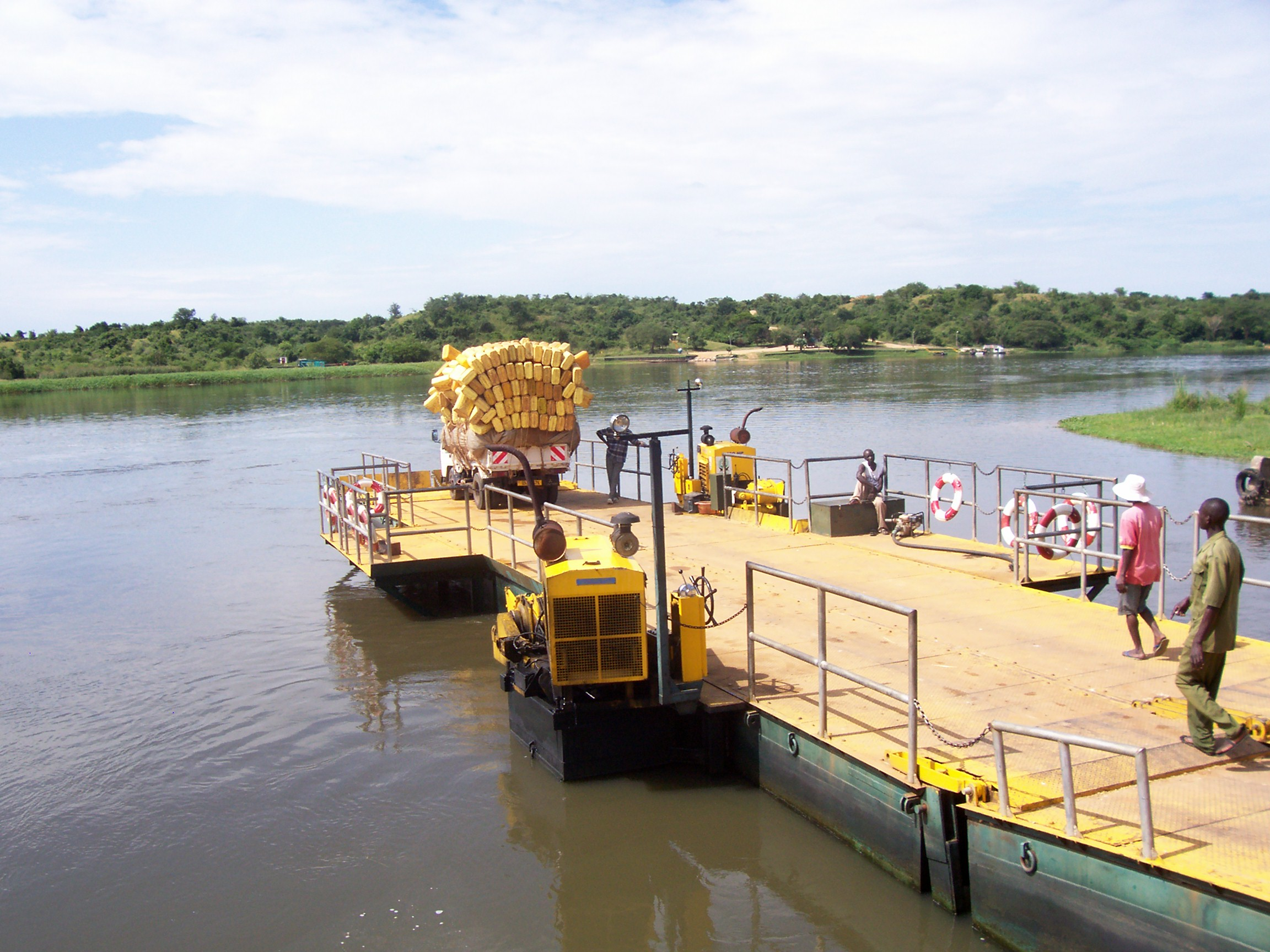
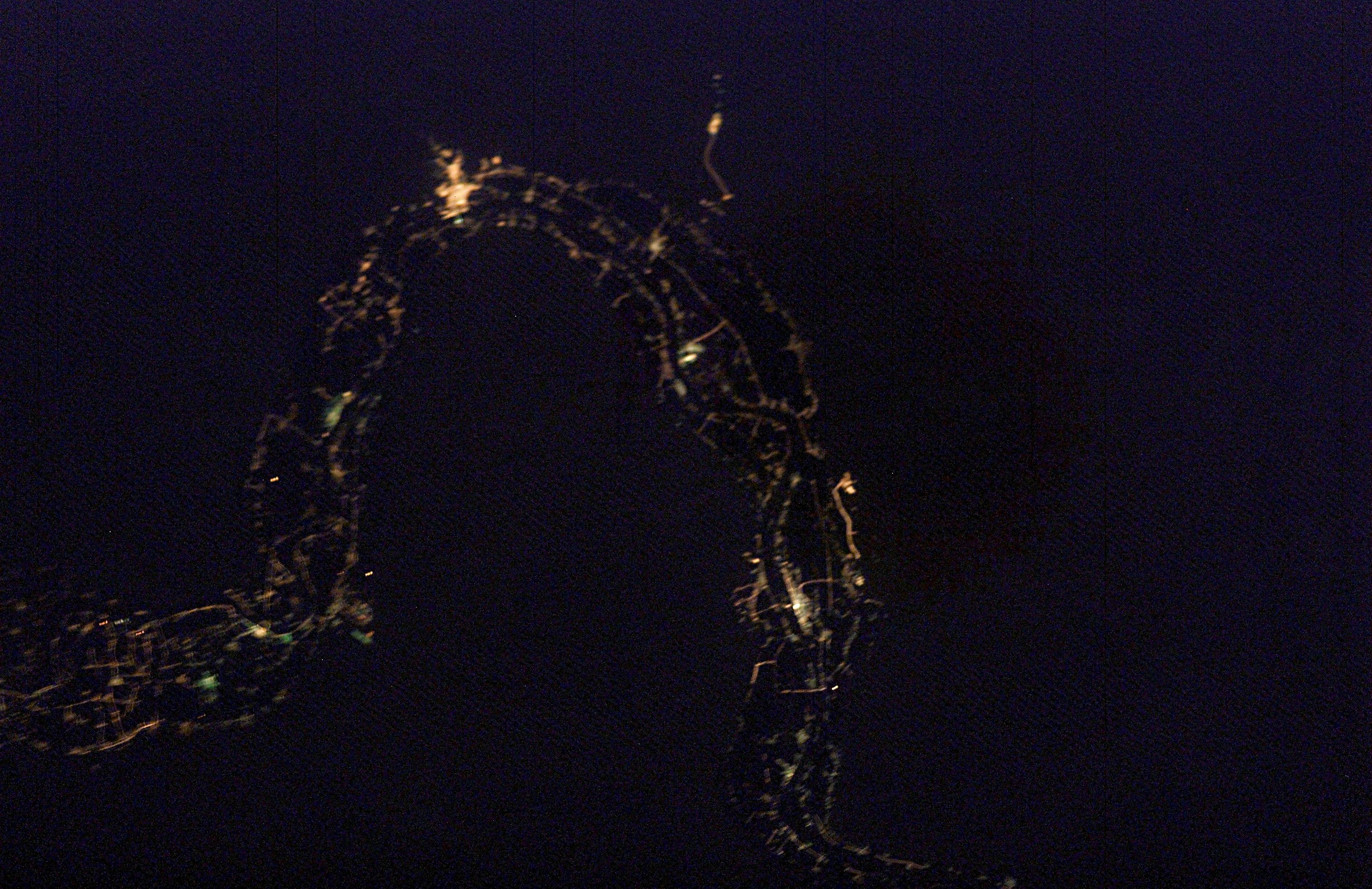
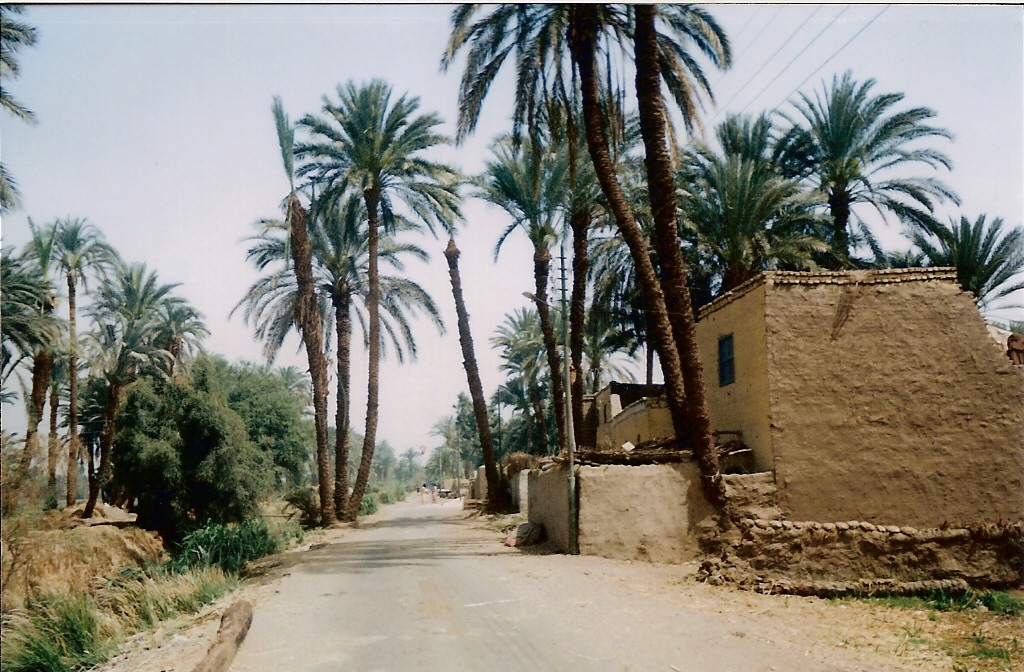
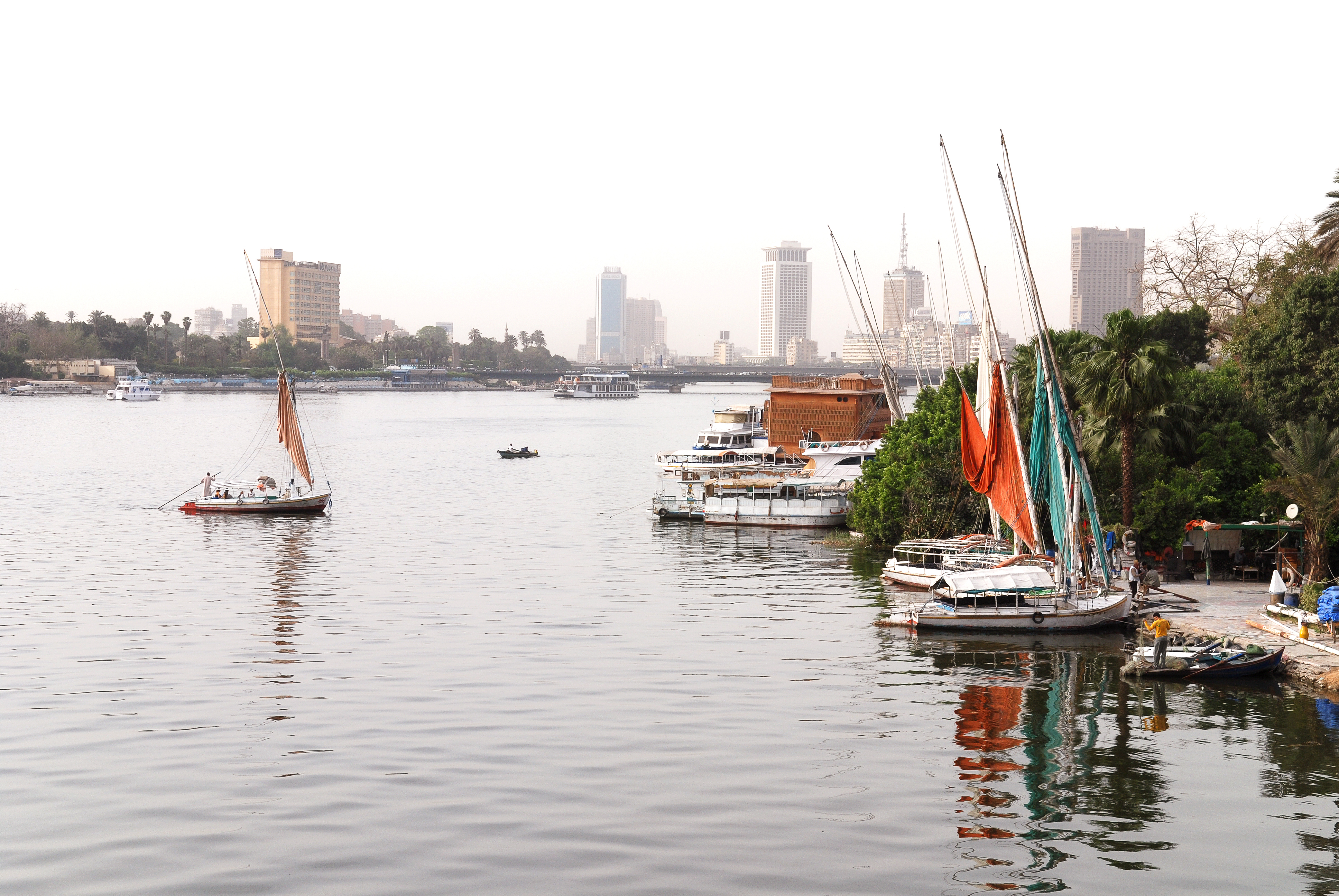